# 1624 a tudományban
Az 1624. év a tudományban és a technikában.

## Születések
- szeptember 10. - Thomas Sydenham orvos († 1689)

## Halálozások
- december 5. - Gaspard Bauhin orvos és botanikus (* 1560)
- december 26. - Simon Marius csillagász (* 1573)